# 维里陨击坑

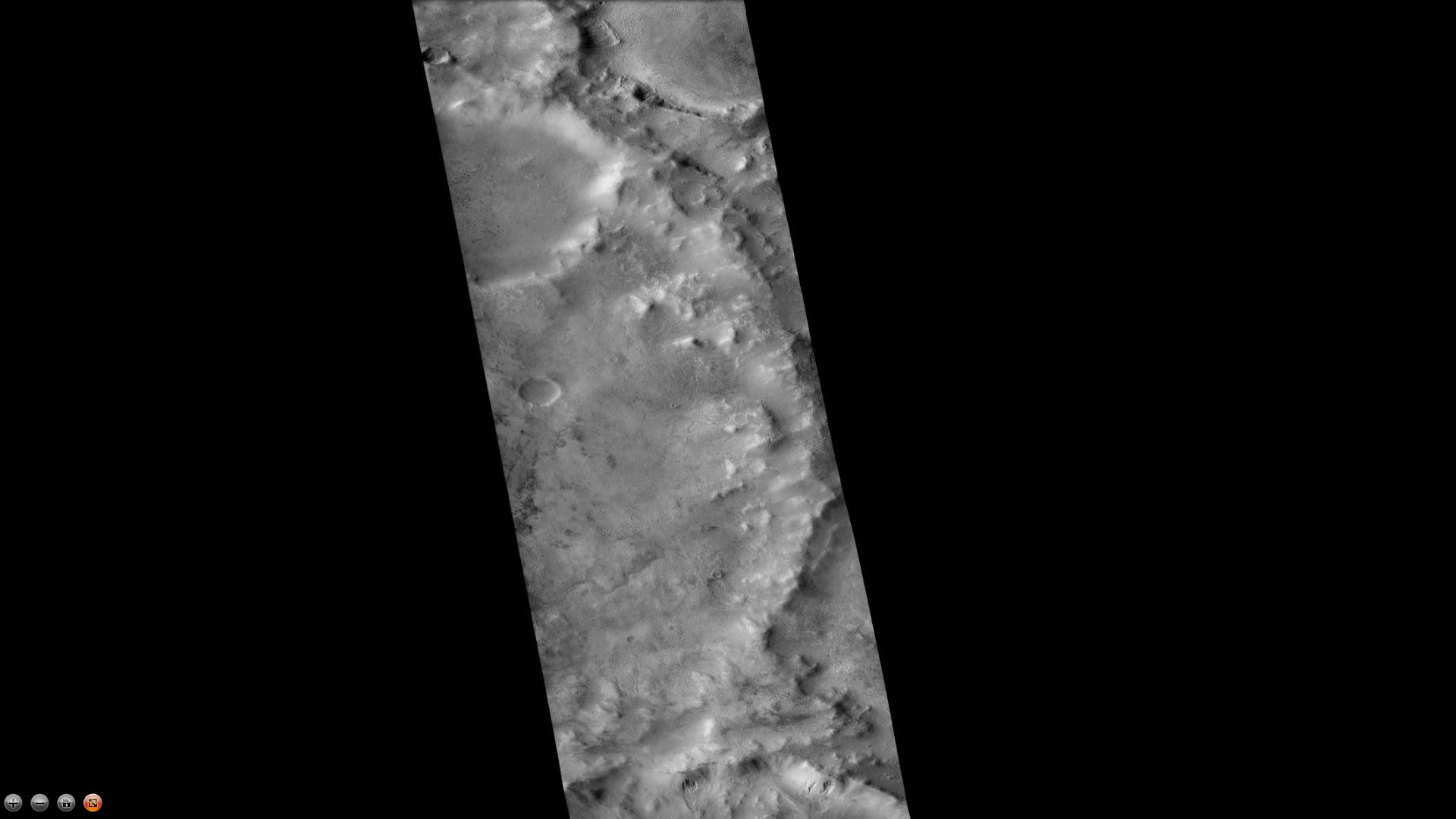
火星勘测轨道飞行器背景相机拍摄的维里陨击坑东侧边缘。

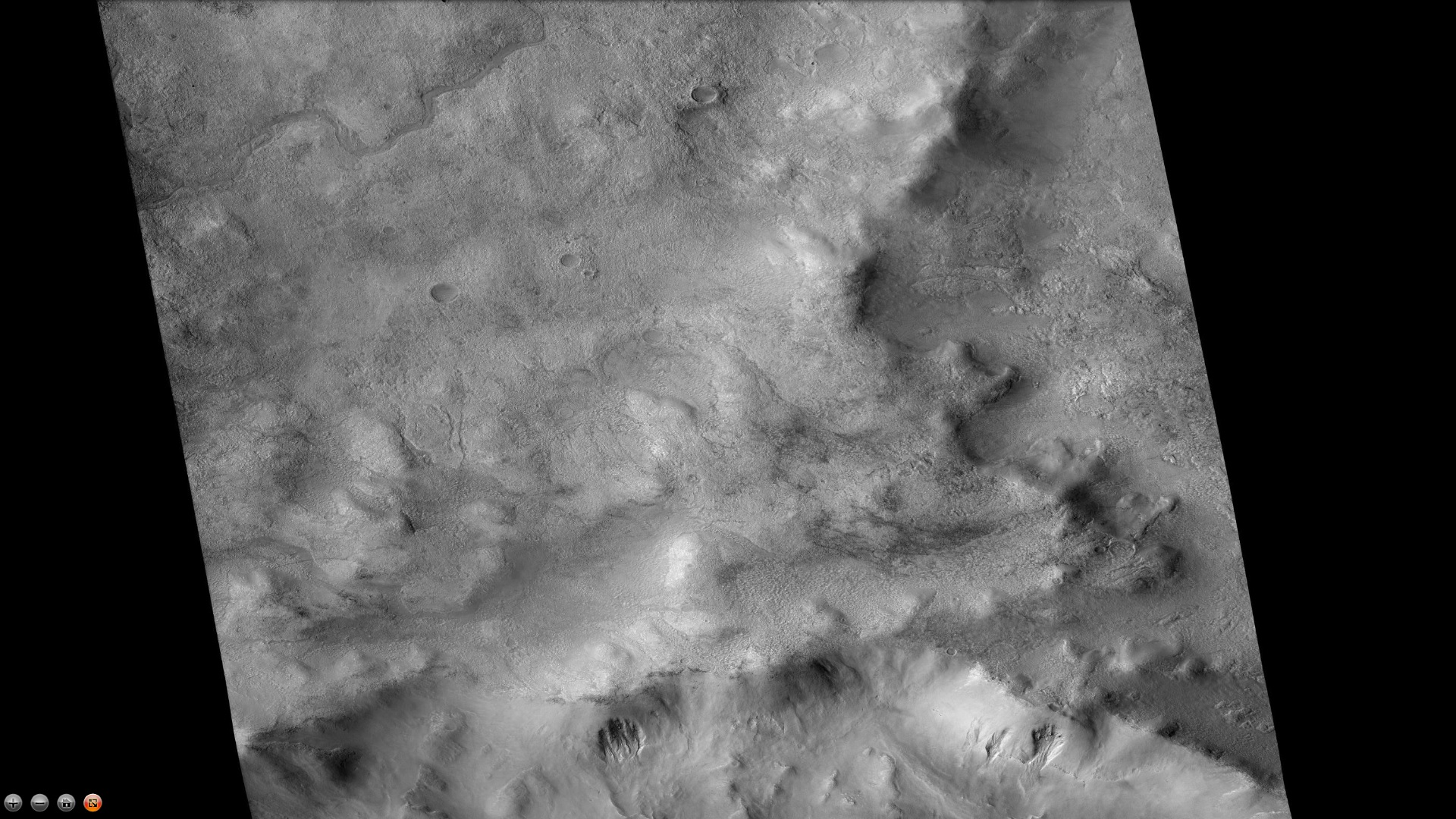
坑底河道，在南部（底部）一座更小陨坑中也可看到冲沟。注：这是前一幅照片的放大版。

维里陨击坑（Very）是火星法厄同区的一座撞击坑，其中心坐标位于南纬49.2度、西经177.1度处，直径114.81公里（71.34英里）。该特征取名自美国天文学家弗兰克·华盛顿·维里（1852年-1927年），1973年被国际天文联合会行星系统命名工作组批准接受。

## 描述
根据它们的形状、朝向、姿态、位置以及与被认为是富冰特征的明显相互作用，许多研究人员认为，蚀刻冲沟的过程涉及到液态水。然而，目前这仍是一个活跃的研究课题。
沟壑一经发现，研究人员就开始一遍遍地对许多冲沟进行成像，以寻找可能的变化。到2006年，发现了其中的一些变化。后来，通过进一步的分析确定，这些变化可能是由干燥颗粒流而非流水所引起。随着不断的观察，在加萨陨击坑和其他地方发现了更多的变化。
随着越来越多的反复观察，发现了越来越多的变化；由于这些变化发生在冬季和春季，专家们倾向于认为冲沟是由干冰所形成。之前和之后的图像显示，这一活动的时间与季节性二氧化碳霜冻及液态水无法存在的温度相吻合。当干冰霜变成气体时，它可能会润滑干燥物质使其流动，尤其是在陡峭的斜坡上。在某些年份，霜冻可能厚达1米。

## 另请查看
- 火星撞击坑